# Aganonerion
Aganonerion é um género botânico pertencente à família Apocynaceae.

## Espécies
Apresenta duas espécies:
- Aganonerion dongnaiense Pierre
- Aganonerion polymorphum Pierre